# Jan Čapek ze Sán
Jan Čapek ze Sán (deutsch: Jan Čapek aus Saan; * vor 1427; † nach 1445) war ein böhmischer Anführer der Hussiten.

## Leben
Jan Čapek entstammte einem mittelböhmischen Vladikengeschlecht und war Besitzer des Freigutes Saan im altböhmischen Bunzlauer Kreis. Er war ein radikaler Hussitenfeldherr der Waisen. Nach der teilweisen Ablösung des Prokop Holý war er bestrebt, dessen Position bei der Belagerung von Pilsen zu übernehmen. Durch seine Rücksichtslosigkeit vertiefte er jedoch die internen Machtkämpfe zwischen dem gemäßigten und dem radikalen Lager. Nachdem er die Schlacht bei Pilsen vorzeitig verließ und sich auch dem Kaiser Sigismund ergab, hielten ihn viele seiner Anhänger für einen Verräter.

## Feldzüge
1427 zog er mit seinem Heer der Waisen nach Schlesien, musste sich jedoch nach der Schlacht bei Náchod geschlagen zurückziehen.
1431 bis 1434 war er der Oberbefehlshaber des Feldheeres der Waisen und zog im Frühjahr 1431 zunächst gemeinsam mit den Taboriten in die Slowakei, wo er wenig erfolgreich war. Während sich die Taboriten zurückzogen, kämpften die Waisen in der Südslowakei weiter. Hier machten sie reiche Beute, wurden jedoch auf dem Rückweg im November 1431 bei der Überquerung der Waag mit ihren schwer beladenen Wagen von den Ungarn überfallen und vernichtend geschlagen. Zwei Drittel der Soldaten fanden den Tod.
1433 führte Jan Čapek gemeinsam mit den Polen einen sehr erfolgreichen Kriegszug gegen den Deutschen Ritterorden und stieß bis zur Ostsee vor. Ein Jahr später kämpfte er in der Schlacht von Lipan gegen die gemäßigten Hussiten. Auch hier wurden die Waisen schwer angeschlagen niedergekämpft. Danach verließ Čapek Böhmen und trat in die Dienste des polnischen Königs. Das letzte Mal wird er 1445 erwähnt.